# Wenling
Koordinaten: 28° 22′ N, 121° 22′ O
Die Stadt Wenling (温岭市,  Wēnlǐng Shì) ist eine kreisfreie Stadt der bezirksfreien Stadt Taizhou in der Provinz Zhejiang der Volksrepublik China. Sie hat eine Fläche von 957,8 km² und zählt 1.416.199 Einwohner (Stand: Zensus 2020).
Die Schleusenbrücken am Fluss Xin He (Xin He zhaqiao qun 新河闸桥群) – die vier Brücken Zhongzha 中闸, Cizha 糍闸, Beizha 北闸 und Xialuzha 下卢闸 – stehen seit 2006 auf der Liste der Denkmäler der Volksrepublik China (6-541).
Seit Oktober 2009 hat Wenling Anschluss an das Hochgeschwindigkeitsnetz der Eisenbahn.

## Kurioses
Im November 2012 sorgte die Berichterstattung über ein in Wenling stehendes sogenanntes dingzihu (Nagelhaus) für weltweites Aufsehen, um das eine mehrspurige Straße herumgebaut wurde, nachdem die Besitzer sich weigerten zu verkaufen.